# Hyde Park
Pour les articles homonymes, voir Hyde Park (homonymie).
Hyde Park est le plus grand parc du centre de Londres, en Angleterre, ainsi que l'un des neuf parcs royaux de la capitale, avec une longueur de plus de deux kilomètres et près d’un kilomètre de largeur.
Il s'agit aussi de l'un des quartiers de la Cité de Westminster à Londres. Seule la Serpentine (The Serpentine ou Serpentine River) le sépare des jardins de Kensington (Kensington Gardens), de sorte que l'on considère parfois ces derniers comme une partie de Hyde Park. Sa superficie de 140 hectares, ajoutée à celle de Kensington Gardens s'étendant sur 110 hectares, donne une surface totale de 250 hectares. 

## Histoire et conception

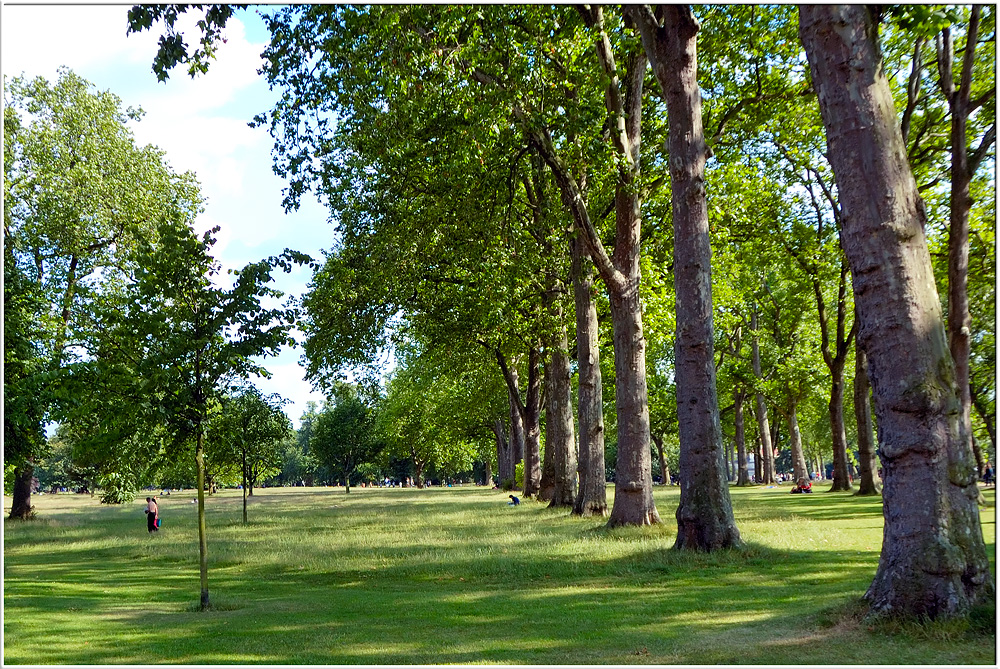
Hyde park, alignements de platanes et pelouse à fauchage tardif, en 2005.

La plus ancienne partie du parc appartenait au manoir d'Ebury et avait une superficie d'un « hide », ancienne unité de surface anglaise et variant selon la construction du sol de vingt-quatre à quarante-neuf hectares, ce qui donna le nom du parc. En 1536, dans le contexte de la dissolution des monastères, Henri VIII reprit le terrain aux abbés de l'abbaye de Westminster.
Une grande partie de la conception du parc est due à l'architecte Decimus Burton dans les années 1820. Alors que les jardins de Kensington sont en grande partie plats, Hyde Park est légèrement vallonné.   
Hyde Park fut le site original du Crystal Palace, dessiné par Joseph Paxton pour la Grande Exposition de 1851[réf. souhaitée].
Le 20 juillet 1982, un attentat à la bombe commis par l’IRA provisoire cause la mort de quatre soldats de la Household Cavalry.
Le parc fut aussi le lieu de célèbres concerts de rock : Jethro Tull (1968), The Rolling Stones (1969), Pink Floyd (1970), Roy Harper (1971), Queen (1976), The Cure (2002), Red Hot Chili Peppers (2004), Blur (2009) et Bruce Springsteen (2009), ainsi que le Live 8 en 2005. Les photos des Beatles pour l'album Beatles for Sale furent prises à Hyde Park à l'automne 1964. Les Rolling Stones ont également organisé un deuxième concert à Hyde Park en 2013, qui a donné lieu à un CD et un DVD live[réf. souhaitée].

## L'entrée principale

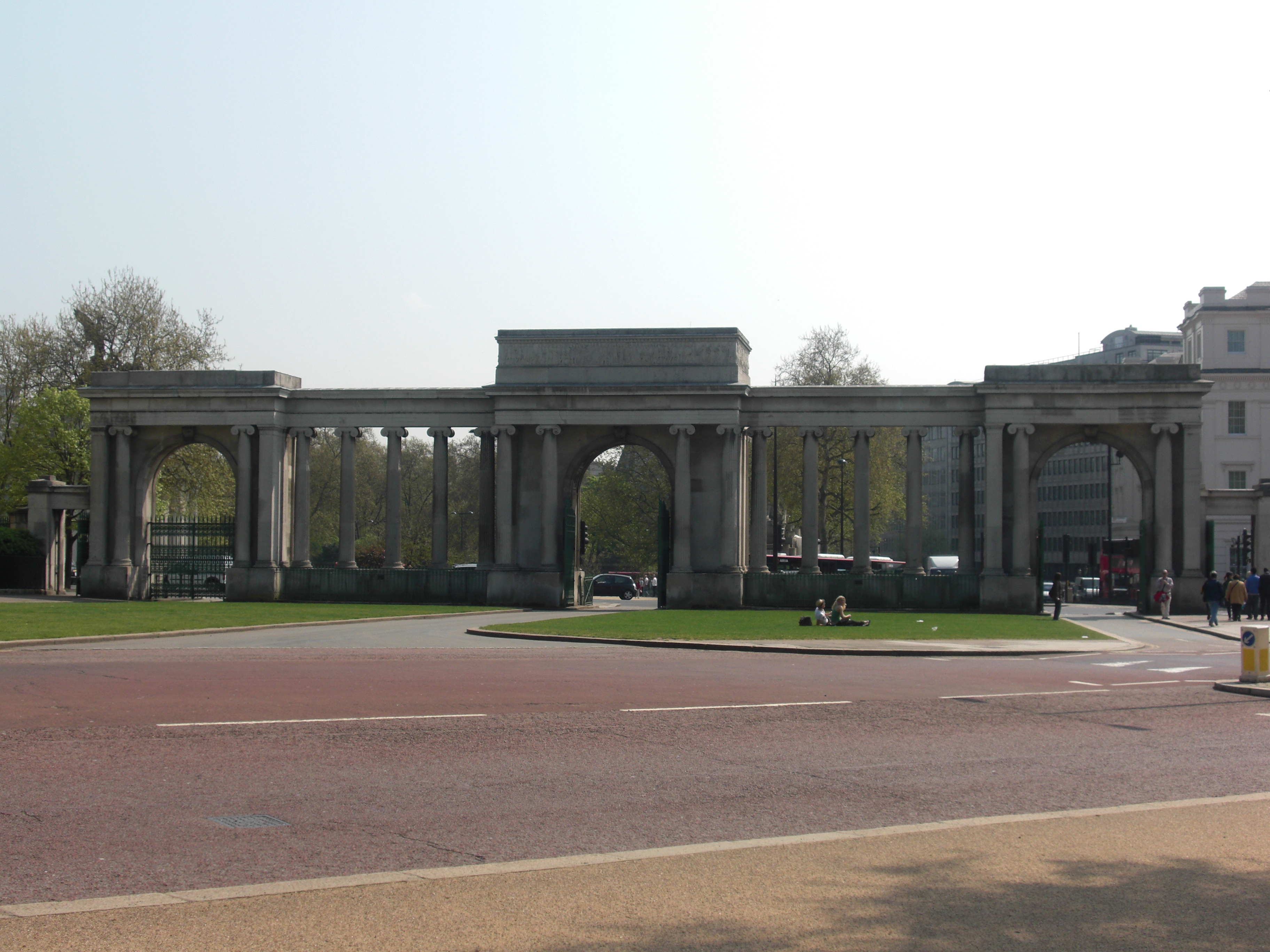
L'entrée principale de Hyde Park.

Située au sud-est du parc, elle est due à Decimus Burton et fut construite en 1824-1825. Elle se présente sous la forme de trois passages voûtés réunis par une colonnade, le tout d'une longueur d'environ 32,50 mètres. Le passage central présente un avant-corps particulier : il est formé d'un portique supporté par quatre colonnes, et est surmonté d'une frise représentant une procession triomphale de la marine militaire, œuvre de Henning Jr (fils du sculpteur Henning connu pour ses copies des frises du Parthénon). Les deux colonnes extérieures de ce portique ont des chapiteaux sculptés de telle manière qu'ils présentent toujours au regard deux faces complètes,
Les grilles fermant les passages, œuvres de Bramah, sont en fer et bronze, décorées d'un ornement de chèvrefeuille grec.

## LeSpeakers' Corner
Hyde Park est aussi très connu pour son Speakers' Corner (« coin des orateurs »). Ce dernier est situé dans la partie nord-est du parc, près de Marble Arch. Fondé en 1872, c'est un espace de libre expression où tout un chacun peut prendre la parole librement devant l'assistance du moment[réf. souhaitée].

## Autres points d'intérêt
À l’extrémité sud-est du parc, face à l'entrée principale et de Apsley House (devenue le Wellington Museum), la résidence londonienne de Arthur Wellesley duc de Wellington, se trouve Hyde Park Corner, dans lequel se dresse Wellington Arch, un arc de triomphe érigé en mémoire du vainqueur de la bataille de Waterloo.
La Serpentine Gallery est située sur un emplacement inattendu pour une galerie d’art contemporain : beaucoup de lumière naturelle et de la verdure tout autour. Cette partie du parc fait déjà partie des jardins de Kensington.
Du côté sud se trouve Kensington Palace, dans lequel a vécu Diana princesse de Galles.
Durant la saison de Noël (fin novembre à début janvier), une fête foraine du nom de Winter Wonderland est organisée dans ce parc. La plus grande patinoire du Royaume-Uni y est notamment installée pour l'occasion.

## Hyde park comme sujet artistique

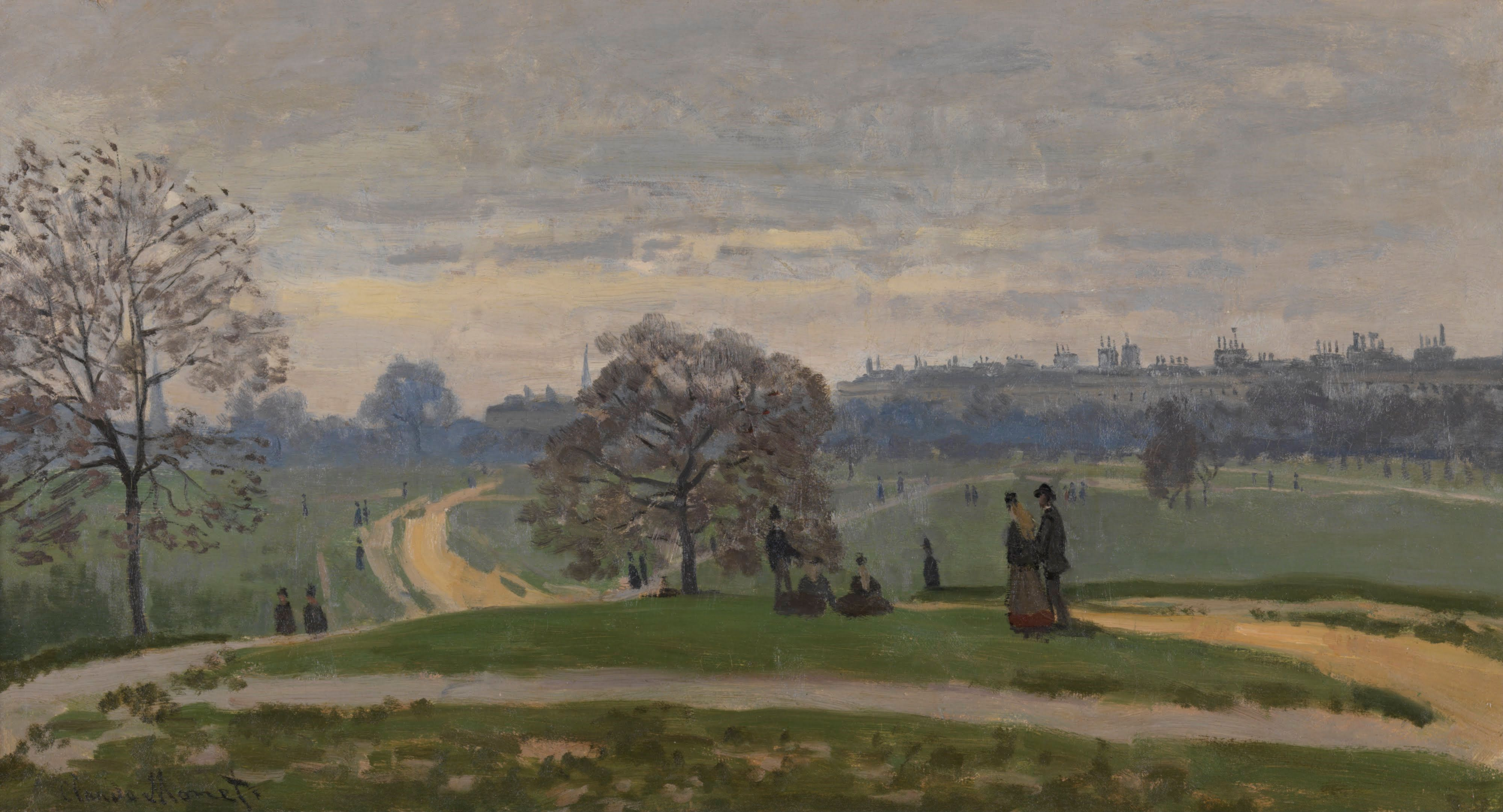
Hyde park, Monet, vers 1871, Rhode Island School of Design Museum, Providence

Durant son premier séjour à Londres, de 1870 à 1871, Claude Monet en fait une représentation dans un tableau qui est aujourd'hui aux États-Unis.